# Plattschweifsittiche

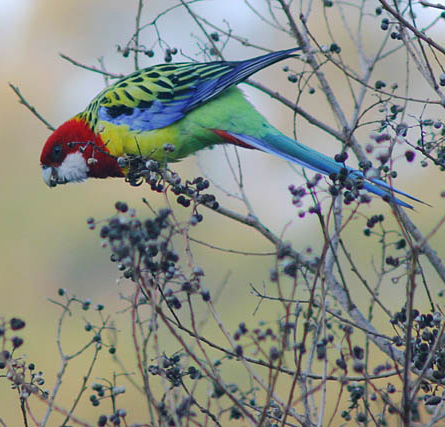
Rosellasittich

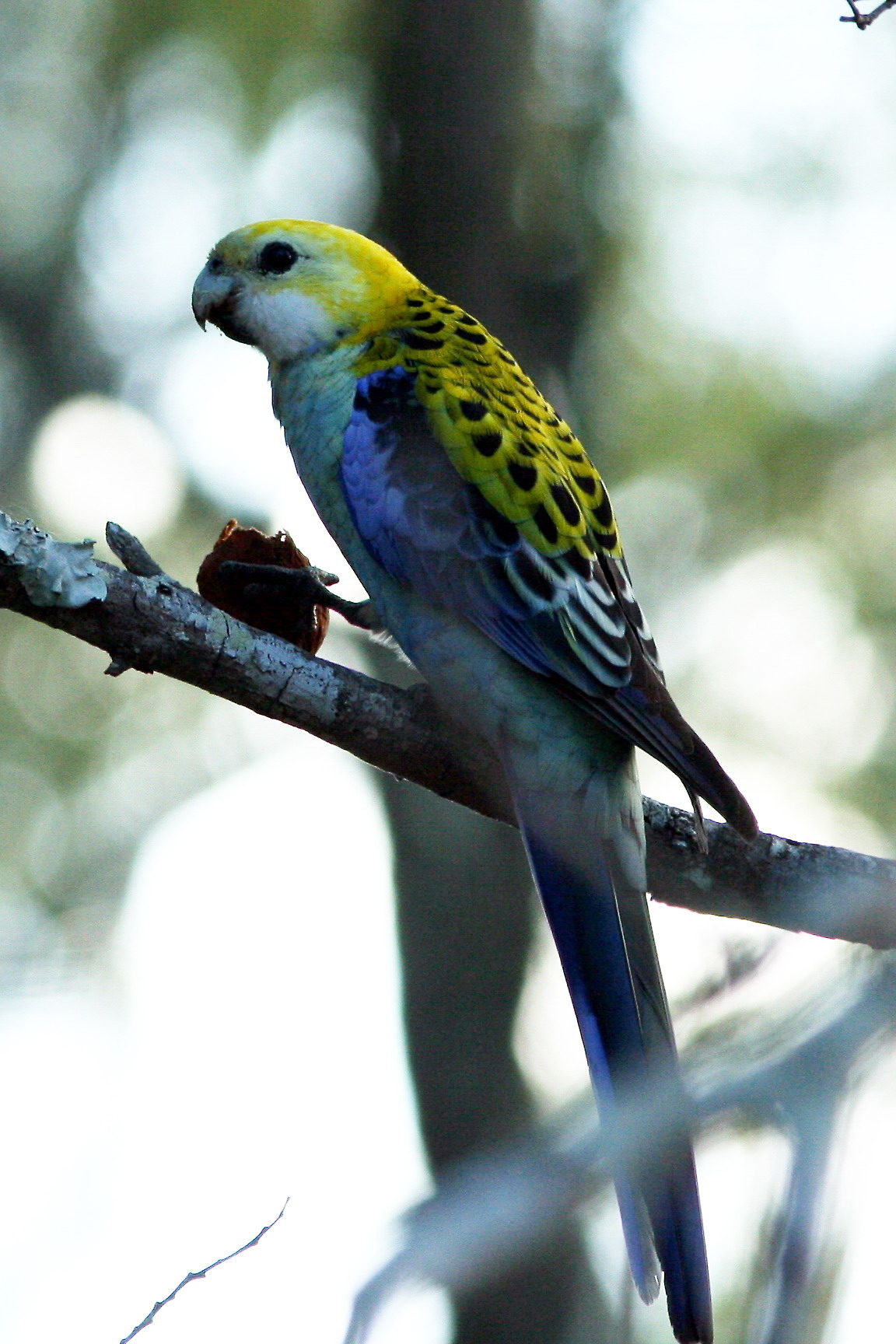
Blasskopfrosella

Die Plattschweifsittiche i. e. S. (Platycercus) sind eine Vogelgattung aus der Familie der Altweltpapageien (Psittaculidae).
Zur Gattung gehören sechs Arten. Adelaide- und Strohsittich, die oftmals als eigenständige Arten geführt werden, sind, wie auch mtDNA-Untersuchungen belegen, Unterarten des Pennantsittichs (Platycercus elegans).

## Aussehen
Die bunt gefärbten Arten dieser Gattung sind neben den Kakadus die charakteristischen Vögel der australischen Avifauna. Auffällig bei den Papageien ist die breite Federsäumung des Rückens und die ausgeprägte Färbung der Wangen. Drei Superspezies lassen sich unterscheiden. Es sind die sich geografisch ausschließenden blauwangigen und weißwangigen Arten (Gelbbauchsittich und Pennantsittich, bzw. Rosellasittich, Blasskopfrosella und Schwarzkopfsittich), sowie die isoliert vorkommende gelbwangige Art, der Gelbwangensittich. Ein Hauptmerkmal ist ihr stufiger Schwanz, so lang oder länger als die Flügel; die vier mittelsten Steuerfedern sind nahezu gleich lang und am Ende nur unbedeutend verschmälert. Männchen und Weibchen unterscheiden sich durch Färbung. Juvenile können von Adulten unterschieden werden. Platycercus-Spezies sind mittelgroße Papageien, wobei der Gelbbauchsittich eine Größe von 37 cm erreicht. Die kleinste Spezies dieser Gattung ist der Gelbwangensittich mit 26 cm. Knapp die Hälfte der Größe entfällt auf die Länge des Schwanzes. Weiterhin charakteristisch für die Gruppe ist der schnelle, mit flachen Flügelschlägen und von kurzen Gleitphasen unterbrochene wellenförmige Flug; weniger ausgeprägt beim Gelbbauchsittich.
Die vollkommen genetische Isolation der Arten ist noch nicht erreicht, denn in den sich berührenden Verbreitungsarealen kommt es zu Hybridbildungen. Bastardzuchten in Gefangenschaft zeigen auf, dass alle Hybriden fertil sind.

## Verbreitung
Die Gattung besiedelt den australischen Kontinent im äußersten Südwesten, in den nördlichen Küstenbereichen und im Osten, sowie in Tasmanien und einigen küstennahen Inseln. Die größte Artendichte weist der Südosten des Kontinents auf.

Darüber hinaus gibt es eingebürgerte Vorkommen des Rosellasittichs (P. eximius) und des Pennantsittichs (P. elegans) in Neuseeland, von letzterem auch auf der Norfolkinsel.

## Lebensraum
Alle Arten kommen in offenem savannenartigem Wald- und Buschland und in Galeriewäldern vor. Der Schwarzkopfsittich (P. venustus) besiedelt entlang der Nordküste Australiens auch Mangroven. Der Gelbbauchsittich und der Pennantsittich (Nominatform), bewohnen auch relativ geschlossene feuchte Küsten- und Gebirgswälder.

Kulturland, insbesondere Obstplantagen, und besiedeltes Gebiet mit Gärten und Parks bieten den Sittichen ganz ähnliche Lebensbedingungen wie das offene Waldland. Derartige Lebensräume werden von allen Arten in unterschiedlichem Ausmaß angenommen.

## Arten und Unterarten der Gattung
- Genus Platycercus
  - Gelbbauchsittich, Platycercus caledonicus
  - Pennantsittich, Platycercus elegans
    - Pennantsittich, P. e. elegans
    - Dunkler Pennantsittich, P. e. nigresceus
    - Kangaroo-Island-Pennantsittich, P. e. melanopterus
    - Heller Pennantsittich, P. e. fleurieuensis
    - Nördlicher Strohsittich, P. e. subadelaidae
    - Südlicher Strohsittich, P. e. flaveolus
    - Adelaidesittich, wilder Mischling aus: P. e. fleurieuensis x P. e. subadelaidae x P. e. flaveolus

  - Rosellasittich, Platycercus eximius
    - Südlicher Rosella, P. e. eximius
    - Nördlicher Rosella, P. e. elecica
    - Tasmanischer Rosella, P. e. diemenensis

  - Blasskopfrosella, Platycercus adscitus
    - Nördlicher Blasskopfrosella, P. a. adscitus
    - Südlicher Blasskopfrosella, P. a. palliceps

  - Schwarzkopfsittich, Platycercus venustus
    - Dunkler Schwarzkopfsittich, P. v. venustus
    - Heller Schwarzkopfsittich, P. v. hilli

  - Gelbwangensittich, Platycercus icterotis
    - Grünrückengelbwangensittich, P. i. icterotis
    - Blaurückengelbwangensittich, P. i. xanthogenys